# Dicerothamnus adpressus
Dicerothamnus adpressus là một loài thực vật có hoa trong họ Cúc. Loài này được (Harv.) Koek. mô tả khoa học đầu tiên.